# Краљ Петар Први (ТВ серија)
Краљ Петар Први је српска телевизијска серија из 2019. године, у режији Петра Ристовског.

## Радња
Серија прати дешавања у Краљевини Србији од доласка краља Петра I на српски престо 1903. године, па све до 1916. и доласка српске војске на Крф након Албанске голготе. Током десет епизода, сазнаћемо под којим околностима је владао краљ Петар I и на какве је компромисе морао да пристаје зарад очувања државе и образа; која су превирања у земљи и свету утицала на почетак Првог светског рата и каква је улога Србије била у свему томе.
Поред лика краља Петра, публици ће бити представљене и остале значајне историјске личности овог периода, као што су Александар Карађорђевић, Никола Пашић, Радомир Путник, Живојин Мишић и многи други.

## Улоге
| Глумац                 | Улога                                            |
| ---------------------- | ------------------------------------------------ |
| историјске улоге       |                                                  |
| Лазар Ристовски        | Краљ Петар I Карађорђевић                        |
| Милан Колак            | Маринко Спасојевић                               |
| Даница Ристовски       | Макрена Спасојевић                               |
| Иван Вујић             | Момчило Гаврић                                   |
| Љубиша Савановић       | Пуковник Драгутин Димитријевић Апис              |
| Марко Баћовић          | Никола Пашић                                     |
| Александар Вучковић    | Престолонаследник-Регент Александар Карађорђевић |
| Марко Тодоровић        | Принц Ђорђе Карађорђевић                         |
| Тихомир Арсић          | Прота Милан Ђурић                                |
| Танасије Узуновић      | Генерал / Војвода Радомир Путник                 |
| Бранко Јеринић         | Генерал / Војвода Степа Степановић               |
| Светозар Цветковић     | Генерал / Војвода Живојин Мишић                  |
| Небојша Кундачина      | Генерал Петар Бојовић                            |
| Радоје Чупић           | Генерал Павле Јуришић Штурм                      |
| Иван Исаиловић         | Мајор Војислав Танкосић                          |
| Миодраг Кривокапић     | Генерал Јован Атанацковић                        |
| Бојан Жировић          | Пуковник Александар Машин                        |
| Јово Максић            | Пуковник Дамјан Поповић                          |
| Миона Марковић         | Принцеза Јелена Карађорђевић                     |
| Александар Ђурица      | Посилни Стеван Колаковић                         |
| Небојша Миловановић    | Аустријски посланик                              |
| Слободан Ћустић        | Руски посланик Николај Хартвиг                   |
| Драган Божа Марјановић | Пуковник Миливоје Стојановић Брка                |
| остале улоге           |                                                  |
| Радован Вујовић        | Поднаредник Живота Радојчић                      |
| Иван Марковић          | Посилни Краља Петра I                            |
| Павле Јеринић          | Капетан Миливоје Савић                           |
| Ђорђе Марковић         | Потпоручник Медовић                              |
| Јелена Ђукић           | Клара Витнауер                                   |
| Божидар Бекировић      | војник Цига                                      |
| Ратко Игњатов          | Побожни војник                                   |
| Јован Ристовски        | глуви војник                                     |
| Иван Заблаћански       | војник Драган                                    |
| Милош Лучић            | пунилац                                          |
| Миљан Прљета           | Сретен                                           |
| Милош Рушитовић        | Темпирач                                         |
| Никола Илић            | додавач Драган                                   |
| Небојша Вранић         | др Симоновић                                     |
| Андреј Шепетковски     | руски амбасадор                                  |
| Марко Марковић         | официр са ожиљком                                |
| Саво Радовић           | пијанац                                          |
| Миљан Давидовић        | сељак станица Крагујевац                         |
| Драган Остојић         | отац станица Крагујевац                          |
| Владимир Вучковић      | аустроугарски војник                             |
| Стојан Ђорђевић        | војник са пушком                                 |
| Небојша Ђорђевић       | изасланик краља Петра                            |
| Слободан Тешић         | канцелар Воја Вељковић                           |
| Петар Ђурђевић         | Колпортер                                        |
| Петар Ћирица           | Браваг                                           |
| Марија Гереку          | Гркиња                                           |
| Владимир Милојевић     | син покојнице                                    |
| Бранко Антонић         | свештеник                                        |
| Изабел Јанковић        | француска дама                                   |
| Јелка                  |                                                  |
| Бојан Хлишћ            | трговац свињама                                  |
| Драган Вучелић         | пословни човек                                   |
| Душан Јакишић          | конобар                                          |
| Миодраг Ракочевић      | посланик СРС                                     |
| Јован Торачки          | председавајући                                   |
| Миливој Борља          | мршави војник                                    |
| Миа Радовановић        | медицинска сестра                                |
| Ђорђе Ерчевић          | наредник                                         |
| Лука Јовановић         | везиста                                          |
| Јована Јеловац Цавнић  | служавка на Опленцу                              |
| Григорије Јакишић      | Коњаник                                          |
| Немања Живковић        | војник гласник                                   |
| Дејан Ивановић         | војник са Крфа                                   |
| Чарни Ђерић            | инжењерац                                        |
| Вукашин Никитовић      | фотограф                                         |